# Zenkerella citrina
Espèce
Classification phylogénétique
Zenkerella citrina est une espèce de plantes à fleurs de la famille des Caesalpiniaceae, ou des Fabaceae selon la classification phylogénétique.